# Casa d'Izieu
La Casa d'Izieu és una granja que es va utilitzar com a casa d'acollida per a nens i nenes jueus durant la Segona Guerra Mundial dins la “França lliure”, va viure l'horror de la detenció, deportació i assassinat en els camps d'extermini nazis de la majoria d'aquests. El record d'aquests fets dramàtics va moure a crear l'any 1987 La Casa d'Izieu. Memorial dels Infants Jueus Exterminats.

## Descripció
Actualment, la casa consta de 4 espais físicament diferenciats: la granja (que encara menen els mateixos propietaris que van cedir els espais per a la casa d'acollida), els menjadors i l'escola de la casa (que s'han preservat tal com estaven i han recollit documentació original dels alumnes), unes estances per a l'acollida de grups i centre de documentació, i, finalment, l'espai més gran, que consta d'una zona de benvinguda i de dos nivells expositius permanents: el primer explica la història de les detencions dels nens i nenes de la casa d'acollida d'Izieu i els seus recorreguts vitals (llocs de procedència previs a l'entrada a la casa i itinerari fins als camps d'extermini) i la contextualització històrica al voltant dels fets, tot amb una museografia molt sòbria i clara que transmet el dramatisme d'aquesta història.
La segona planta és l'espai reservat a la història del judici per crims contra la humanitat contra Klaus Barbie, responsable directe de la deportació dels infants de la Casa d'Izieu. L'espai, que es conserva pràcticament igual a com estava en el moment dels fets, les fotografies dels infants en els mateixos llocs on es troba el visitant i una museografia molt adequada transmeten el dramatisme d'aquesta història amb rigor i fugint de qualsevol mostra morbosa relacionada amb l'extermini.

## Context
En el context de la França ocupada pels nazis durant la Segona Guerra Mundial, el maig de 1943, i com a iniciativa de Sabine i Miron Zlatin, membres de l'organització jueva OSE (Organització de Socors als Infants), es funda aquesta casa d'acollida per a infants jueus d'Izieu. La casa s'havia traslladat des del Departament de l'Herault, perquè amb el control dels nazis del territori sud de França fins llavors controlat pel govern col·laboracionista de Vichy (novembre de 1942) perillava la seguretat dels infants jueus. La capitulació italiana de setembre de 1943 fa que la Wehrmacht ocupi els territoris francesos que controlaven els italians a l'est de França, i la Casa d'Izieu no té on desplaçar-se.
El 6 d'abril de 1944 dos camions i un cotxe de la Gestapo sota les ordres de Klaus Barbie detenen a la pràctica totalitat dels alumnes i educadors de la Casa d'Izieu, que seran transferits a Drancy, des d'on la majoria seran deportats a Auschwitz-Birkenau on moriran gasejats. Aquesta història d'horror té un contrapunt de justícia. Després de molts d'anys de lluita, les víctimes de la barbàrie nazi, representats en aquest cas en la figura de Serge Klarsfeld, el qual havia localitzat Barbie a Bolívia, aconsegueixen detenir legalment l'antic cap de la Gestapo, que és traslladat a França. L'11 de maig de 1987 comença el judici contra Klaus Barbie. Passats tants anys dels fets pot demanar-se la nul·litat d'un judici per prescripció dels crims; ara bé, per primer cop en la història de França, Barbie fou jutjat per crims contra la humanitat, crims que no prescriuen, pels fets d'Izieu i molts d'altres. Serà condemnat a la presó de Lió on morirà el 1991.